# Wilchowez (Kamjanez-Podilskyj, Nowa Uschyzja)
Wilchowez (ukrainisch Вільховець; russisch Ольховец Olchowez) ist ein Dorf im Südosten der ukrainischen Oblast Chmelnyzkyj mit etwa 1500 Einwohnern (2001).
Das erstmals 1443 schriftlich erwähnte Dorf liegt in der historischen Landschaft Podolien auf einer Höhe von 284 m, 20 km südlich vom Gemeindezentrum  Nowa Uschyzja und 100 km südöstlich vom Oblastzentrum Chmelnyzkyj.
Am 13. August 2015 wurde das Dorf ein Teil der neugegründeten Siedlungsgemeinde Nowa Uschyzja, bis dahin bildete es zusammen mit den Dörfern Maziorsk (Маціорськ), Nowa Huta (Нова Гута) und Rudkiwzi die gleichnamige Landratsgemeinde Wilchowez (Вільховецька сільська рада/Wilchowezka silska rada) im Südosten des Rajons Nowa Uschyzja.
Am 17. Juli 2020 kam es im Zuge einer großen Rajonsreform zum Anschluss des Rajonsgebietes an den Rajon Kamjanez-Podilskyj.